# Paio Soares de Valadares
Paio Soares de Valadares (1160 – ?) foi um rico-homem do Reino de Portugal, tendo vivido na corte de D. Sancho I de Portugal. Foi detentor da Tenência de Riba-Minho entre os anos de 1185 e 1190 e Senhor de Valadares.

## Relações familiares
Foi filho de Soeiro Aires de Valadares (1140 – ?) e de Elvira Nunes Velho (c. 1140 – ?) filha de Nuno Soares Velho e de Môr Pires Perna. Casou com Elvira Vasques de Soverosa (1190 – ?) filha de Vasco Fernandes de Soverosa e de D. Teresa Gonçalves de Sousa (1170 – ?) de quem teve:
- Lourenço Pais de Valadares, teve a Tenência de Riba Minho em 1221,
- Soeiro Pais de Valadares (1205 – ?) casou com Estevainha Ponces de Baião, filha de Ponço Afonso de Baião e Mor Martins de Riba de Vizela (1200 – ?),
- Rui Pais de Valadares (1210 – ?) Casou por duas vezes, a primeira com Maria Pires de Azevedo (c. 1180 – ?), filha de Pero Mendes Azevedo (1150 – ?) e de Velasquita Rodrigues de Trastamara (1160 – ?) e a segunda com Maria Gil Feijó (1210 – ?), filha de Gil Pires Feijó (1200 – ?) e de Inês Soares Coelho (c. 1200 – ?). Rui é pai de Gil Rodrigues de Valadares (São Frei Gil), portanto Paio é avô paterno do santo.
- Maria Pais de Berredo ou de Valadares casou por duas vezes, a primeira com D. Martim Pais Ribeira[1] e a segunda com Gonçalo Gonçalves da Palmeira,

1. Sancha Pais de Valadares casou com Mem Rodrigues Queiroga.